# La giocatrice di Go
La giocatrice di Go (La Joueuse de Go) è un romanzo del 2001 scritto da Shan Sa. 

## Trama
Il romanzo è ambientato negli anni '30 nel Manciukuò, lo stato fantoccio istituito dai giapponesi durante la loro occupazione della Manciuria nell'ambito della seconda guerra sino-giapponese. Una ragazza di 16 anni, particolarmente abile nel gioco del Go inizia a giocare occasionalmente con un ufficiale giapponese. I due iniziano a sviluppare ben presto una reciproca attrazione, che tuttavia può essere espressa solo tramite le mosse durante le loro partite. Più le partite giocate aumentano maggiore è l'intimità dei due protagonisti, che arrivano a farsi reciproche confessioni fino a sfociare in puro amore. Tale sentimento tuttavia è condannato dalla situazione del paese, dilaniato da una guerra civile.

## Accoglienza
Il romanzo è stato un grande successo in patria ed è stato tradotto in inglese nel 2003, e successivamente in 32 lingue in totale.
Il romanzo ha vinto diversi premi internazionali, tra cui il Prix Goncourt des lycéens nel 2001 e il Premio Kiriyama nella sezione fiction del 2004.

## Edizioni
- Shan Sa, La giocatrice di Go, traduzione di A. M. Lorusso, Bompiani, 2004,  p. 221, ISBN 9788845232886.